# Aleksandra Akimowa
Aleksandra Fiodorowna Akimowa (ur. 5 maja 1922 w Pietruszynie w guberni riazańskiej (obecnie w obwodzie riazańskim, zm. 22 grudnia 2012 w Moskwie) – radziecka żołnierka, kapitan lotnictwa, Bohater Federacji Rosyjskiej (1994).

## Życiorys
Była córką Fiodora Pietrowicza Akimowa, przewodniczącego kołchozu, a następnie nauczyciela i dyrektora szkoły, oraz jego małżonki Tatiany. Należała do Komsomołu. W 1939, po ukończeniu szkoły średniej, podjęła pracę w charakterze nauczycielki historii. Rok później została przyjęta na wydział historyczny Moskiewskiego Państwowego Uniwersytetu Pedagogicznego im. Lenina. Wstąpiła do partii, była członkinią komitetu Komsomołu na uczelni. Równolegle ze studiami uczęszczała na kursy pielęgniarskie.
Po ataku Niemiec na ZSRR brała udział w budowaniu umocnień pod Możajskiem, gdzie kierowała brygadą studentów historii. Następnie starała się o zmobilizowanie do wojska, początkowo jednak bez powodzenia. W październiku 1941 została włączona do żeńskiego 588 pułku nocnych bombowców i wyszkolona na mechanika, następnie również na nawigatora (szturmana). Walczyła w obronie Kaukazu i walkach na Kubaniu, brała udział w operacjach wyzwolenia Krymu i Białorusi, walczyła w Polsce i w Niemczech. Między kwietniem 1943 a majem 1945 wykonała 715 nocnych lotów. W maju 1945 kandydatura Akimowej została przedstawiona do nadania tytułu Bohatera Związku Radzieckiego. Podaniu, popartemu m.in. przez gen. Konstantina Wierszynina i marsz. Konstantego Rokossowskiego, nie nadano jednak w Moskwie biegu. Po wojnie służyła w pułku w Północnej Grupie Wojsk stacjonującej w Polsce, w grudniu 1945 została zwolniona do rezerwy.
Po demobilizacji wróciła na studia historyczne, następnie podjęła studia aspiranckie i obroniła pracę kandydacką. Od 1952 do odejścia na emeryturę w 1992 pracowała jako wykładowczyni Moskiewskiego Instytutu Lotnictwa. Uzyskała tytuł naukowy docenta.
Przez kilka lat była przewodniczącą rady weteranów wojennych pułku, w którym służyła. Była aktywna w środowisku weteranów. 31 grudnia 1994 na ich wniosek prezydent Rosji nadał jej tytuł Bohatera Federacji Rosyjskiej.
Zmarła w 2012 i została pochowana na Cmentarzu Trojekurowskim w Moskwie. Na domu w Moskwie, w którym przeżyła większość życia, umieszczono pamiątkową tablicę ku jej czci.

## Odznaczenia
- Order Lenina
- Order Czerwonego Sztandaru
- Order Wojny Ojczyźnianej I stopnia (dwukrotnie)
- Order Wojny Ojczyźnianej II stopnia
- Order Czerwonej Gwiazdy
- Medal „Za Odwagę”
- Medal „Za obronę Kaukazu”
- Medal „Za wyzwolenie Warszawy”[3]

## Rodzina
Jej mężem był kapitan Armii Czerwonej, również uczestnik II wojny światowej, historyk Timofiej Manajenkow. Mieli dwie córki: Jelenę (ur. 1958), ekonomistkę, docent w Instytucie Lotnictwa Moskiewskiego Uniwersytetu Technicznego oraz Tatianę (ur. 1963), tłumaczkę.